# Decyzja polityczna
Decyzja polityczna – świadomy ukierunkowany akt nielosowego i nieprzypadkowego wyboru jednego działania ze zbioru działań politycznych lub powstrzymanie się od działań. Decyzje polityczne określają cele, metody, środki ich realizacji przez podmioty polityczne. Podejmowane działania służą do zawierania koalicji lub innego rodzaju współpracy bądź do krytyki jako opozycja. Obie strony dążą do dostępu do dystrybucji cenionych dóbr i regulacji dostępu do władzy politycznej.
Decyzje polityczne określają cele, metody i środki realizacji interesów jednostek ludzkich i grup społecznych. Decyzje polityczne łączą się z aktywnością grup społecznych walczących o władzę publiczną lub wywierających na nią wpływ.

## Podział decyzji politycznych
Według kryterium celów i czasu realizacji na:
1. Decyzje strategiczne – określają długofalowe, perspektywiczne cele grup, organizacji i instytucji politycznych. Ten rodzaj decyzji podejmowany jest przez rządzące organy kierownicze organizacji politycznych i grup przywódczych. Decyzje takie występują w programach politycznych podmiotów rządzących i programach rozwoju społeczno-gospodarczego.
2. Decyzje taktyczne – w określonej skali czasowej wskazują cele i sposoby realizacji decyzji strategicznych, czyli je konkretyzują. Są to decyzje o charakterze kierowniczym, akty wykonawcze w stosunku do priorytetów politycznych i społeczno-ekonomicznych wyrażających interesy ogólnonarodowe, jak i poszczególnych grup społecznych. Decyzje taktyczne to na ogół decyzje o zasięgu ogólnokrajowym, które regulują wiele sfer życia społecznego. Decydująca rola w ich tworzeniu należy do administracji państwa i parlamentu.
3. Decyzje operacyjne – określają działania wykonawcze bezpośrednie i długookresowe, które są efektem taktycznych i strategicznych decyzji. Są one częścią składową bieżących działań politycznych. Decyzje te podejmowane są przez autonomiczne organy, na różnych szczeblach struktury państwowej.

Według kryterium przewidywalnych skutków i złożoności warunków:
1. Decyzje w warunkach optymalnych – wiedza dotycząca metod, celów i skutków przedsięwzięć decydenta jest odpowiednia i adekwatna do podjęcia decyzji dotyczącej planowanego przedsięwzięcia.
2. Decyzje w warunkach ryzyka – decydent dysponuje wiedzą zarówno o pozytywnych, jak i negatywnych skutkach działania, nie jest jednak w stanie określić jak duże jest prawdopodobieństwo uzyskania zamierzonego efektu działania, określa więc tylko przybliżony stopień ryzyka.
3. Decyzje w warunkach niepewności – zaliczane do najbardziej trudnych z punktu widzenia decydenta, nie jest on w stanie przewidzieć kierunku, tempa i rezultatów zmian zachodzących w otoczeniu i wpływających na planowane działania. Ten typ działania jest obarczony dużym prawdopodobieństwem decyzji błędnej. Bardzo często opierają się one na wcześniejszych już sprawdzonych wzorach działania.

Według kryterium procedury podejmowania decyzji:
1. Decyzje jednoosobowe – podejmowana przez jednostkę, może być wyrazem jej zdania lub wyrazem zdania całego zespołu ekspertów jako wynik wcześniejszej konsultacji. Z reguły kojarzone jest z autorytaryzmem, jednakże często z racjonalnością i sprawnością działania politycznego.
2. Decyzje zespołowe – podejmowane przez grono wielu osób, są wynikiem ich różnych zdań, koncepcji i postrzegania sytuacji społecznej. Kojarzone z demokratyzmem i rozwagą.

## Trafność decyzji politycznych
Trafność decyzji politycznych zależy od wiedzy decydenta i sprawności sterowania działaniami. Od zasobów materialnych i ludzkich, które powinny być określone i znane decydentowi.

## Procedury decyzyjne
Procedury decyzyjne powinny być jak najbardziej zrozumiałe i proste, a cel którym kieruje się ośrodek decyzyjny zrozumiałe dla opinii publicznej. Powinny one być również jak najbardziej komunikatywną formę zrozumiałą dla opinii publicznej.